# Ophrys passionis
Ophrys passionis is een Europese orchidee. Het is een weinig opvallende spiegelorchis, gekenmerkt door een zeer donkere bloemlip.
De soort is zeldzaam en komt enkel voor in Spanje, Italië en Frankrijk.

## Naamgeving enetymologie
- Synoniem: Ophrys passionis Sennen, Ophrys sphegodes subsp. passionis (Sennen) Sanz & Nuet (1962), Ophrys sphegodes subsp. garganica Nelson (1962), Ophrys sphegodes subsp. garganicoides Balayer, Ophrys garganica O. & E.Danesh (1975), Ophrys garganica subsp. passionis (Sennen ex Devillers-Tersch. & Devillers) H.F.Paulus & Gack.

- Frans: Ophrys de la Passion

De botanische naam Ophrys stamt uit het Oudgrieks en betekent ‘wenkbrauw’, wat zou moeten slaan op de behaarde lip. De soortaanduiding passionis refereert aan Pasen, de periode waarin de plant in bloei staat.

## Kenmerken

### Habitus

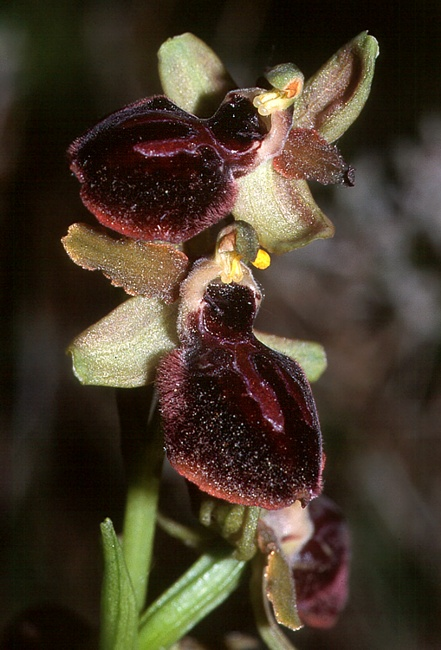
Detail bloem

Ophrys passionis is een overblijvende, niet-winterharde plant, tot 40 cm hoog, forsgebouwd, met vier tot zes middelgrote, weinig opvallende groen- en bruine bloemen in een ijle aar.

### Bloemen
De bloemen zijn tot 26 mm groot, met lichtgroene, langgerekt eironde kelkbladen met opgerolde randen, waarvan het bovenste rechtop staat. De bovenste kroonbladen zijn meer dan half zo groot als de kelkbladen (wat in verhouding tot die van andere spiegelorchissen groot is), met gegolfde randen, groen met bruine, oranje of paarse randen.
De lip is tot 13 mm lang, licht convex, rond tot hartvormig, ongedeeld of licht drielobbig, bijna eenkleurig roodbruin of donkerrood gekleurd, met fluweelachtig behaarde banden en een iets lichtere tot helgele rand. Het speculum bestaat uit twee parallelle banden, gefuseerd aan de basis met soms laterale uitstulpingen, en blauw of paars aangelopen. Het basaal veld is donker gekleurd. Er is geen of een zeer klein, naar voor gericht aanhangsel.
De bloeitijd is van eind maart tot mei.

## Voortplanting
Ophrys passionis wordt bestoven door onder andere de zandbij Andrena carbonaria.
Voor details van de voortplanting, zie spiegelorchis.

## Habitat
Ophrys passionis geeft de voorkeur aan alkalische, vooral kalkrijke, vochtige tot droge bodems op zonnige of halfbeschaduwde plaatsen, zoals kalkgraslanden, garrigues, lichte naaldbossen en verlaten terrassen. In middelgebergte komt de soort voor tot op hoogtes van 1000 m.

## Verspreiding en voorkomen
Ophrys passionis heeft een beperkt verspreidingsgebied en komt enkel voor in Spanje, Frankrijk en Italië.
In Frankrijk is ze lokaal en zeldzaam langs de Atlantische kust van Morbihan tot Gironde en langs de Middellandse Zeekust.

## Verwantschap en gelijkende soorten
Ophrys passionis wordt binnen het geslacht Ophrys in de sectie Araniferae geplaatst samen met enkele zeer gelijkende soorten. Zo is er nauwelijks een onderscheid met O. garganica uit Italië, en beiden worden weleens als één soort beschouwd. In Frankrijk komt O. passiones aan de westkust samen voor met de spinnenorchis (O. sphegodes) en aan de zuidkust met de vroege spinnenorchis (O. araneola), O. arachnitiformis en O. provincialis. Ze kan van deze soorten onderscheiden worden door de grotere en gekleurde kroonbladen, de bredere en vlakke bloemlip en het donkere basaal veld.

## Bedreiging en bescherming
Ophrys passionis is in Frankrijk beschermd in de regio Aquitanië.